# Салаватский историко-краеведческий музей
Салаватский историко-краеведческий музей — находится в Салавате. Музей открылся в 2009 году.
Музей занимается научно-исследовательской работой.

## История музея

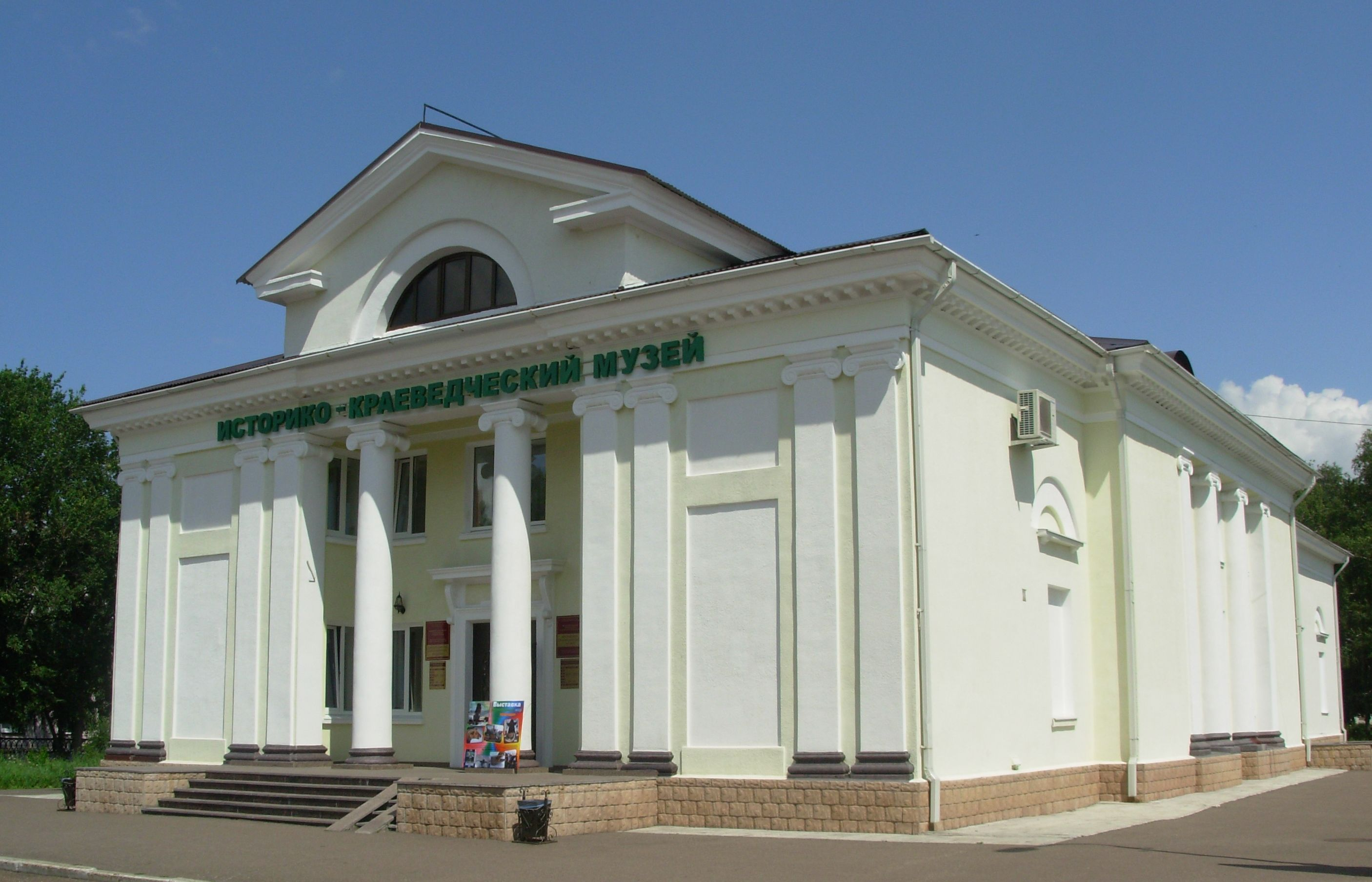
Салаватский краеведческий музей

Здание музея было построено в 1953 году. Архитектор — Брод, Зоя Осиповна, нач. строительного участка — Гомжин Г. Н.  Первоначально в здании  располагался кинотеатр "Родина", который открылся 21 февраля 1953 года. В подвальном помещении здания были кассы, мастерская художника. На втором этаже — буфет.
В здании демонстрировались художественные и документальные фильмы, проводились сессии городского Совета, конференции, встречи с депутатами, артистами, детские новогодние утренники, торжественные собрания, кинолекторий для юношества, молодёжный клуб "Ровесник". Первая юбилейная дата в Салавате — десятилетие города отмечалась также в кинотеатре «Родина».
О необходимости создания музея истории города одним из первых выступил 1 июля 1960 года в газете «Ленинский путь» историк и краевед Газиз Мухамедьянович Галин.
В 60-е годы отдельные выставки по истории города и его предприятий проводились в ДК Нефтехимик, в школах города.  В сентябре 1966 года постановлением бюро горкома КПСС был утвержден оргкомитет по организации музея истории города Салавата. Бюро поручило исполкому горсовета в месячный срок изыскать помещение для музея. Был принят и утвержден план мероприятий по открытию музея в 1968 году — к 20-летию города. Но этим дело и закончилось. Школьников города возили на экскурсии в краеведческие музеи соседних городов — Стерлитамака, Уфы.
Вопрос об открытии музея был вновь рассмотрен в 1986 году, в связи с чем, началась реконструкция первого этажа жилого дома № 3 по ул. Первомайской. 15 сентября 1989 года здесь открылась персональная выставка главного художника Салаватского государственного башкирского драматического театра Михаила Самуиловича Шнейдермана, положившая начало работе картинной галереи.
В 2004 году принято постановление главы Администрации г. Салават Ю. Б. Алимова от 13.02.2004 г. «О разрешении проектирования реконструкции кинотеатра «Родина», расположенного по ул. Первомайской, д.18 под историко-краеведческий музей с выполнением благоустройства сквера в целях сохранения исторического и культурного наследия г. Салавата, формирования и удовлетворения духовных потребностей населения города».
В целях благоустройства сквера за кинотеатром был снесен исторический фонтан, памятник Горькому, убраны постаменты первых городских парковых скульптур — девушка с веслом и пионер с пионеркой. Восстановление ажурной металлической решетки вокруг парка не проводилось.
Работы в кинотеатре затягивались. Одновременно для музея предлагались другие здания. Но под настоятельным нажимом общественности и по рекомендации Министерства культуры и Национальной политики Республики Башкортостан уже к декабрю 2008 г. завершилась реконструкция здания кинотеатра «Родина». С 8 мая 2008 года в состав МУ К и И «Картинная галерея» вошло структурное подразделение Салаватский историко-краеведческий музей.
Первый городской музей Салавата во многом обязан своим появлением Галине Тор — основателю и первому директору «Музея-выставочного зала», который стал филиалом Государственного художественного музея имени Нестерова.
Салаватский историко-краеведческий музей — структурное подразделение МУК и «Картинная галерея» ГО г. Салават РБ.
Открылся музей 12 июня 2009 года.

## Фонды музея
В фондах музея находится более 4 тысяч экспонатов. Среди фондов музея: палеонтологическая, археологическая, нумизматическая, этнографическая коллекции, а также коллекция  книг, коллекция культовых предметов XVIII—XX веков, коллекции фотографий, образцы продукции предприятий, личные вещи известных людей Салавата, окрестных деревень и другие коллекции.
Представлен бюст Салавата Юлаева работы скульптора, народного художника БАССР, Тамары Павловны Нечаевой.

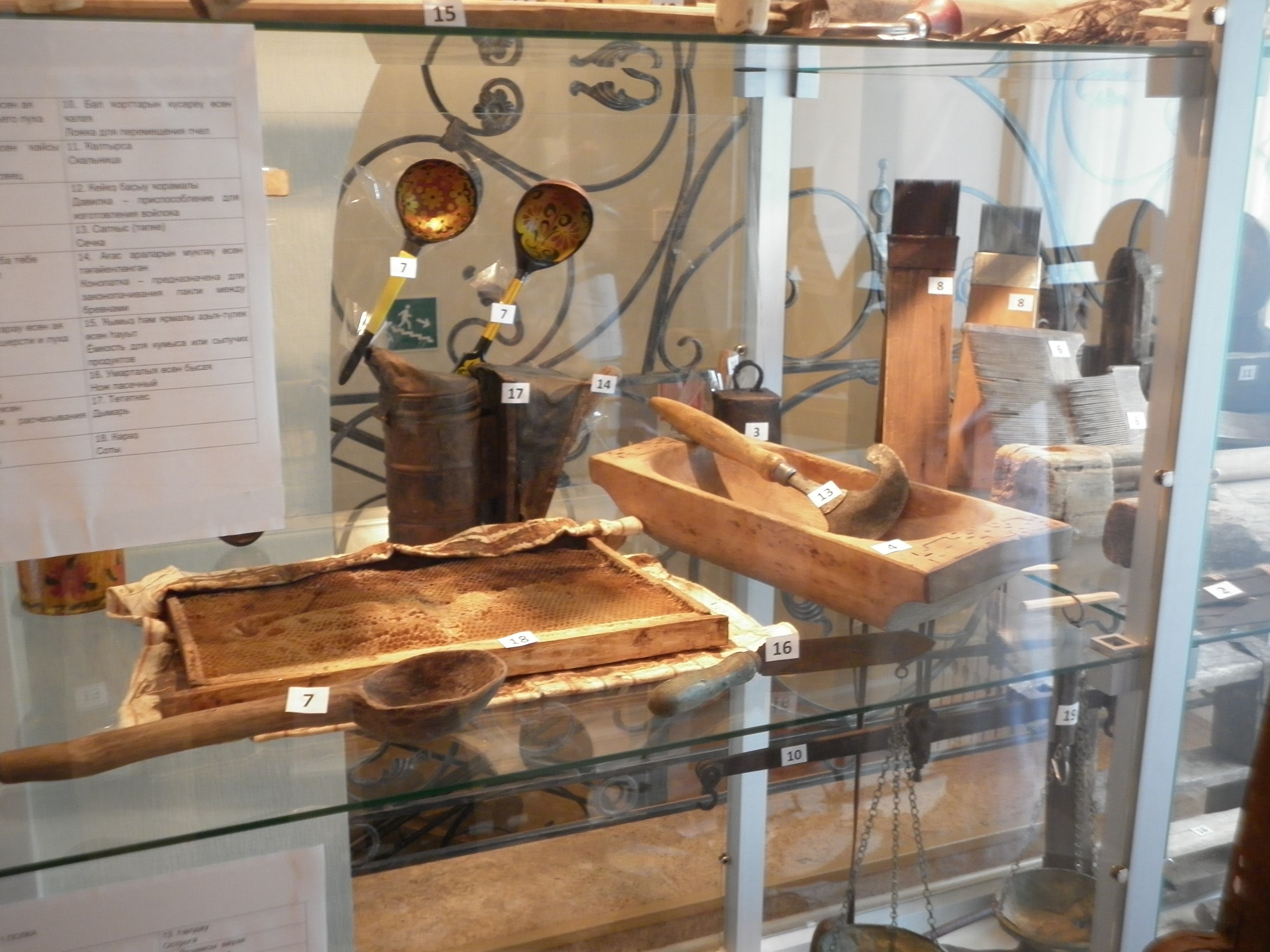
Экспонаты салаватского краеведческого музея

В нумизматической коллекции хранятся медные и серебряные монеты XV—XVIII веков. Представлены также женские украшения из монет.
В коллекции есть книги о городе Салавате, предприятиях города, старопечатные богослужебные книги XVII—XVIII веков, издания XIX века.
Огромную и неоценимую помощь в создании музея оказали сами салаватцы. Безвозмездно были представлены вещи, носящие не только материальную, но и культурно-историческую ценность. Было время, когда работники музея просто по справочнику обзванивали горожан, дома которых попали под снос, с тем чтобы они не выбрасывали при переезде раритетные и антикварные вещи.
В музее есть раздел  история "Земли Юрматы". Местное население жило и в юртах, а пришлые — строили дома. У посетителей есть возможность, сравнить быт разных народов, живших в Башкирии. Как было устроено жилище предков, с каким орудием они добывали себе пропитание, какую носили одежду, на праздник — украшения, посетители музея узнают на втором этаже.
На первом этаже представлен рабочий кабинет директора комбината Березовского И. А. 50-х годов с подлинными вещами.

## Деятельность музея
В Музее постоянно проводятся тематические выставки. Так в 2010 году проводились выставки: Литературная выставка «Знакомый ваш Сергей Есенин», выставка старинной техники, фотографии, истории Дома культуры строителей, одной книги.
В 2011 году в музее работали курсы руководящих краеведческих музейных работников.
Ежегодно работники Музей выезжают в окрестные селения за сбором материалов для коллекции музея.
В 2011-2012 годах музей участвовал в акции — Ночь музеев.
См. также Музеи Башкортостана.

## Архитектура
Здание музея прямоугольное в плане, с четырехскатной крышей. Имеет треугольный портик с полуциркульным слуховым окном на фасаде, две колонны ионического ордера с волютами, утопленный вход, пилястры, декоративные ниши, в которых выставляются рекламные объявления. Цоколь здания рустован. Боковая часть здания с ризалитами имеет колонны, капители, фальш-окна. Здание опоясывает венчающий карниз с ребрами. Здание  имеет достаточно простую внутреннюю планировку, представляющую из себя осевую анфиладу залов. Наиболее красивой частью является богато украшенное колоннами, зеркалами, лепниной и декоративными элементами фойе.

## Сотрудники музея
Экскурсоводы: Азнаева Фаягуль Фарраховна, Бухарина Валентина Петровна